# Relikwiarz świętej Jadwigi królowej
Relikwiarz świętej Jadwigi królowej – relikwiarz królowej Jadwigi podarowany Janowi Pawłowi II przez postulatora jej procesu beatyfikacyjnego, ks. infułata Michała Jagosza. Obecnie przechowywany w zbiorach muzealnych Ośrodka Dokumentacji i Studium Pontyfikatu Jana Pawła II w Rzymie.

## Opis
Jan Paweł II należał do wielkich czcicieli i krzewicieli kultu Jadwigi. Jeszcze jako kardynał i biskup Krakowa zabiegał, aby jak najszybciej królowa została wyniesiona na ołtarze. W 1974 wydał tzw. sentencję, orzekającą ciągłość kultu Jadwigi. Natomiast jako papież, podczas I pielgrzymki do Polski, celebrował 6 czerwca 1979 w katedrze na Wawelu mszę posługując się formularzem mszalnym o bł. Jadwidze. Królowa została kanonizowana 8 czerwca 1997 przez Jana Pawła II.
Relikwiarz świętej Jadwigi królowej wykonany jest w formie spłaszczonego graniastosłupa, o bokach trapezu, z blachy srebrnej i złoconej, techniką repusowania.  Jego wymiary: 192 x 205 x 85-12 mm.
Na głównej, prostokątnej powierzchni bryły, jest przedstawiony orzeł polski (z sarkofagu królowej Jadwigi), wykonany w oksydowanej, srebrnej blasze. Na jego piersi znajduje się okrągły pojemnik, o złoconych ściankach, pokryty szkłem, a w nim relikwie. Płaszczyzna z orłem jest ujęta w obramowanie, ozdobione ornamentem lilijek andegaweńskich.
Na górnej części obramienia znajduje się napis: „HEDVIGIS REGINA POLONIAE”. Na rewersie bryły relikwiarza umieszczono odręczny napis: „TKANINA Z PŁASZCZA BŁOGOSŁAWIONEJ JADWIGI KRÓLOWEJ POLSKIEJ WYJĘTY Z JEJ GROBU W KATEDRZE WAWELSKIEJ”.
Na bokach ozdobionych ornamentem roślinnym znajdują się tarcze herbowe, na jednym: herb królowej Jadwigi, na drugim: herb papieża Jana Pawła II. Całość jest osadzona na pięciu niskich nóżkach koralowych. 
Relikwiarz wykonał Tadeusz Rybski z Krakowa.